# 주염로
주염로(Juyeom-ro)는 인천광역시 미추홀구 주안동에 있는 도로로, 총 연장은 868m이다. 이름이 유래된 것은 예전 염전지대인 주안염전의 지역특성을 반영하였기 때문이다.

## 역사
- 2009년 9월 17일 : 도로명으로 주염로를 고시

## 주요 경유지
- 미추홀구
  - 주안5동

## 접촉하는 도로
- 염창로
- 석정로
- 염전로
- 방축로

## 주요 건물 및 시설
- 영진빌딩 (주염로 5/주안동 24-73)
- 신정빌딩 (주염로 6/주안동 23-32)
- 주안프라움에스 (주염로 8/주안동 23-1)
- 모아빌딩 (주염로 16/주안동 18-11)
- 이레패션 (주염로 18/주안동 18-10)
- 법보선원 (주염로 29/주안동 16-141)
- 미도아파트 (주염로 34/주안동 18-2)
- 법보선원 (주염로 43/주안동 16-113)
- 우정아파트 (주염로 46/주안동 18-841)
- 주안시범공단 (주염로 58/주안동 17-1)
- 삼일공업 (주염로 59/주안동 1402-9)